# サヱグサ本館ビル
サヱグサ本館ビル（サエグサほんかんビル）は、かつて東京都中央区銀座に存在していたビルである。改修後のビルは2004年度グッドデザイン賞受賞。

## 概要
1967年に竣工し、茶褐色のタイルが貼られた老舗のビルとして親しまれていた。開業当時は1階に住友銀行（現在の三井住友銀行）がテナントとして入居していた。
2003年に当時のアップルコンピュータ（現:Apple）がアメリカ国外初の店舗としてテナント入居するにあたり、ビルの大規模な改修が行われた。改修の基本設計はBohlin Cywinski Jackson事務所が担当した。改修では既存の茶褐色のタイルや柱が撤去され、大型のファザードや開放的なエントランスが設置された。また、低層部に照明を仕込んだアップルマークのサインが浮かぶステンレスパネル、上層部にはガラスカーテンウォールを配した2層構成とし、建物全体で2003年当時のAppleのコンピュータを想起させるデザインとなった。インテリアにはライムストーンの床とステンレスパネルの壁面で構成された空間にガラス張りのエレベーターがはめ込まれている。改修中も6階以上のテナントは通常と変わらず営業を継続し、工期は僅か6ヵ月半だった。
改修後の2003年11月30日、アップルコンピュータは当ビルの地下1階から地上5階の部分にアメリカ国外初の自社直営店「アップルストア銀座店（後のApple 銀座）」を開業させた。
建て替えに伴い、Apple 銀座は2022年8月28日午後9時をもって閉店し、銀座8丁目に移転した。その後当ビルは同年9月1日より解体されている。